# Усадьба Цурикова — Нарышкиных
Усадьба Цурикова — Нарышкиных — комплекс исторических зданий в Москве, построенный в конце XVIII — начале XIX века. Объект культурного наследия федерального значения. Расположена на Гоголевском бульваре, дом 10, строения 1, 2, 8.

## История
Комплекс зданий усадьбы в основном построен к 1790-м гг. Центральный дом выстроен на основе палат XVII века. Включён в альбомы Матвея Казакова под именем дома Цурикова. Во время московского пожара 1812 года дом пострадал, был перестроен при восстановлении. В 1820-х гг. усадьбой владел декабрист М. М. Нарышкин. Во второй половине XIX дом находился во владении Удельного ведомства, в нём бывали, в частности, И. С. Тургенев, А. А. Фет, А. Н. Островский, А. Г. Рубинштейн. В XX веке в доме размещался Союз художников СССР. В XXI веке в усадьбе разместилась одна из площадок Московского музея современного искусства.

## Архитектура
Фасад центрального дома (строение 1) оформлен коринфским портиком, центральными арочными окнами, украшен лепниной. Сохранились сводчатые подвалы XVII века, планировка наземных этажей и оформление вестибюля, относящиеся к концу XVIII — началу XIX века. Южнее главного дома находится двухэтажный флигель (строение 2), фасад которого расчленяют крупные пилястры тосканского ордера. Позади него — небольшой флигель строгого оформления (строение 4). Сохранилась каменная ограда между главным домом и флигелем, оформленная глухими арочными нишами. Наполовину утрачен служебный корпус позади главного дома, имевший полуциркульную форму.